# Ernst Guldan
Ernst Guldan (* 30. Dezember 1927 in Prag; † 5. April 1997) war ein deutscher Kunsthistoriker, Hochschullehrer und Bibliotheksleiter.

## Leben
Guldan verließ seine Heimatstadt Prag nach dem Ende des Zweiten Weltkriegs. Er studierte Kunstgeschichte an der Universität Göttingen und promovierte 1954 bei Heinz Rudolf Rosemann über ein Thema der Barockarchitektur. Von 1954 bis 1956 hatte Guldan ein Stipendium des Landes Niedersachsen im Zentralinstitut für Kunstgeschichte in München. Nach längeren Jahren in Süddeutschland, Österreich und Italien, die der Forschung und Lehre gewidmet waren, arbeitete er von 1977 bis 1992 als Bibliotheksleiter an der Bibliotheca Hertziana in Rom.
Auf Guldans eigenen Wunsch wurde er im Familiengrab auf dem Olschaner Friedhof in Prag beigesetzt.

## Veröffentlichungen (Auswahl)
- Die jochverschleifende Gewölbedekoration von Michelangelo bis Pozzo und in der bayerisch-österreichischen Sakralarchitektur. Dissertation, Göttingen 1954.
- Die Berufung des kaiserlichen Schloßbaumeisters Christoph Caneval als Sachverständiger an den Münchner Hof 1588. In: Historisches Jahrbuch der Stadt Linz 1955. Linz 1955, S. 271–280, ooegeschichte.at [PDF].
- Eifer. In: Reallexikon zur Deutschen Kunstgeschichte. Band IV, 1956, S. 944–954.
- Wolfgang Andreas Heindl 1693–1757. Beiträge zur Kenntnis seines Lebens und seiner Werke. In: Jahrbuch des Musealvereines Wels. 1957, S. 95–157.
- mit Utto Riedinger: Die protestantischen Deckenmalereien der Burgkapelle auf Strechau. In: Wiener Jahrbuch für Kunstgeschichte. Band 18, 1960, S. 28–86.
- Zu Prunner und Pawanger. In: Ostbairische Grenzmarken. 1960, S. 119–122.
- (Hrsg.): Beiträge zur Kunstgeschichte. Eine Festgabe für Heinz Rudolf Rosemann zum 9. Oktober 1960. Berlin 1960.
- Hochaltar und Bischofsthron im Straßburger Münster. In: Beiträge zur Kunstgeschichte. Eine Festgabe für Heinz Rudolf Rosemann zum 9. Oktober 1960. Berlin 1960, S. 187–220.
- Quellen zu Leben und Werk italienischer Stukkatoren des Spätbarock in Bayern. 1964.
- Eva und Maria. Eine Antithese als Bildmotiv. Graz 1966.
- Die Barockfresken der Stiftskirche Metten an der Donau. In: Jahrbuch der bayerischen Denkmalpflege. 27/28, 1968/1969, S. 127–156.
- Das Monster-Portal am Palazzo Zuccari in Rom. Wandlungen eines Motivs vom Mittelalter zum Manierismus. In: Zeitschrift für Kunstgeschichte. 32, 1969, S. 229–261.
- Wolfgang Andreas Heindl. Wien/München 1970.